# فيجاي كومار
فيجاي كومار (16 مارس 1975 في الهند - ) هو لاعب كريكت هندي.

## وصلات خارجية
- فيجاي كومار على موقع إي آس بي آن كريك إنفو (الإنجليزية)